# Slätthult, Habo kommun
Slätthult  är en by i Habo socken i Habo kommun i sydöstra Västergötland. Den är belägen mellan Habo och Mullsjö med tio åretrunthushåll.